# Hvem kom først - hønen eller ægget
Hvem kom først - hønen eller ægget er en dansk undervisningsfilm fra 1985 med instruktion og manuskript af Bent Barfod.

## Handling
En filosofisk fabulerende film, der skitserer de store linjer i menneskehedens udvikling. "Engang for millioner af år siden blev elementerne - luft, jord, vand, ild - enige om at dele verden imellem sig".